# 神戸女学院中学部・高等学部
神戸女学院中学部・高等学部（こうべじょがくいんちゅうがくぶ・こうとうがくぶ）は、兵庫県西宮市岡田山に所在し、中高一貫教育を提供する私立中学校・高等学校。
キリスト教プロテスタントを教義としている。高等学校において、生徒を募集しない完全中高一貫校。
神戸外国人居留地に私塾によるキリスト教教育の下地が出来てきた折、1875年（明治8年）、アメリカン・ボードの女性宣教師イライザ・タルカット、ジュリア・ダッドレーにより設立された。ミッションスクールとしては関西で最も長い歴史をもつ学校である。
略称は、女学院、KC、神女（しんじょ）。大阪女学院と区別するため神女とも呼ばれるが、主に阪神間では女学院というと神戸女学院を指すことが多い。また、同様に神戸女子大学と区別するため、阪神間では女学院と呼ばれることが多い。KCはKobe Collegeの略である。

## 概要
設立の源流は、神戸外国人居留地にアメリカン・ボードから宣教師D・C・グリーン夫妻が派遣され、神戸でキリスト教教育の下地が出来てきたことに始まる。グリーン夫妻の元には、西洋文明を学ぼうとする日本の有志たちが集まり、資金を出し合って1873年宇治野英語学校を設立。2人の女性宣教師イライザ・タルカット、ジュリア・ダッドレーが来日したのは、そんな折であった。
両人は神戸周辺で伝道活動をする内に寄宿学校の必要性を感じ、現在の山本通4丁目（現在の神港学園）に学校設立が決定する。予算の3200ドルでは経費不足であり、増額を申請したボストンの米国伝道会だけでなく、旧三田藩主九鬼隆義はじめ、旧臣前田泰一や鈴木清ら日本人有志も学校設立のための寄付金を募り、800円（800ドル相当）が集められた。「女学校」（英語名：Kobe Girls' School、通称：神戸ホーム）と呼ばれていた。この時代は外国人が土地を所有することは禁じられていたので、校地の登記上の所有者は新島襄であった。
宇治野英語学校は同志社の基となる。
神戸女学院は日本における女子高等教育機関設立を目指し、創立から10年後の1885年（明治18年）には早くも高等科を設置している（神戸女学院大学の母体）。
増える学生数に対し、諏訪山の立地には学舎を増設する余裕がなく、1933年（昭和8年）、大学部の充実など将来の発展を期して現校地西宮市岡田山に40,000坪余りに及ぶ校地を得て移転。岡田山という里山のランドスケープを活かしたキャンパスの配置計画から、森の中に点在する学舎建築群の設計に至るまでを一任されたのがW.M.ヴォーリズである。2014年に14棟が国の重要文化財に指定されている。

## 校風
神戸女学院では、一人一人が自主性をもって、自らの果たすべき責任を充分に果たす人間になるという意味での「自由」を大切にしてきた。この自由は、神の呼びかけにふさわしく応答しようとする者の態度を指している。つまり、他者のために自分が何をなすべきかを考え、自らの良心に従って、その役割や責任を果たそうとする態度を自由と呼んでいる。
そのため、神戸女学院は自由な校風であり、細かい校則はない。
規律は教員によってではなく、ほとんど高2、高3生が呼びかけ、他の生徒が協力する形で守られている。

## 理念
永久標語として「愛神愛隣」を掲げている（マタイによる福音書第22章37節～39節「心を尽くし、精神を尽くし、思いを尽くして、あなたの神である主を愛しなさい。」「隣人を自分のように愛しなさい。」）。
また「自由と自治」という言葉が大切に守られてきた。

## 全人的教育
全人的教育として、「個性的な人格の形成をはかる教育」「人格の新生を目指す教育」を掲げている。神戸女学院は近代以降の国家や社会が、教育についてその時その時に主な目標・目的としていたことに必ずしも同調せず、真に大切なものを守ろうとしてきた本校の伝統がある。
この学校に入学して「何を学んだか」だけでなく、「自分には何ができるのか」に気づかせ、「自分ができること、すべきことに向かって、自ら道を切り開いていく力を身に付ける」ことこそ、教育の真の目的だと考えている。受験産業主導の偏差値信仰や過度の得点競争とは明確に一線を画しており、学校側は進学実績は公表していない。
以前は多くの生徒が併設の神戸女学院大学に進んでいたが、現在は大半の生徒が他大学へ進学している。

## 教育の特色
来日した女性宣教師らは、自らが学んだアメリカのリベラル・アーツ・カレッジの教育を日本でもと考え、最高の女子教育を目指した。

### キリスト教教育
礼拝
毎朝8時30分から20分間、全校で讃美歌を歌い、聖書を読み、お話を聞き、お祈りをする形式の礼拝を守っている。
聖書の授業
週に1回、聖書の授業がある。聖書の内容、神戸女学院の歴史、日本と世界が直面している課題などから、いかに生きていくかを見つめていく授業である。知識としての宗教ではなく、生きることを深く考える時間として根づいている。

### 英語教育
学校創立時から英語を教育の根幹に置いてきた。
日本の中高生の女子に英語を教えるためのメソッドの中で良いと思われる教育法（ダイレクトメソッドや、ナチュラルメソッド、オーラルアプローチ、TPR（Total Physical Response Approach：全身反応教授法）を体系化していったという。
英語の授業では、音声面を重視している。ネイティブ教員も日本人教員も原則として日本語を使わない。
中学1年生で、まず徹底的な発音指導に始まり、ペアティーチングでネイティブ教員と日本人教員が交わす対話を通して、英文とその意味を理解し、いちいち日本語に置き換えることなく自然に英語を身に着けていく。2年生、3年生になると、本校伝統の独自のシラバスに従い、さらに高度なリスニング、スピーキングを身につけていく。加えて自主教材プリントを用いてリーディングやライティングの力もつけていく。
高等学部においても、音声面を重視する方針には変わりなく、各学年週6時間のうち、2時間は、専任の北米ネイティブスピーカー単独のオーラルコミュニケーションの授業がある。単なる日常会話にとどまらず、社会問題や文化比較などのテーマを取り上げ、映像や音声の教材を活用して学び、また調べたことや意見を発表する。
授業以外に、中学3年生以上の生徒達には、校外への英語スピーチコンテストへの出場を奨励している。外国人留学生とのふれあい、海外への留学、姉妹校（オーストラリアのMethodist Ladies' College）との交流、海外研修などの機会を提供している。

## 活動
神戸女学院では長い歴史の中で「生徒主体」の校風が培われ、「自由・自治」の精神の下で学校生活が営まれてきた。1907年には神戸女学院の自治会が発足している。当時としては稀である。
神戸女学院には生徒が主体となって行うさまざまな行事がある。体育祭や文化祭といった大きな行事は企画実行委員会を中心に運営されている。讃美歌コンクールや、校内大会（球技大会）、体育祭での学年パフォーマンスといった行事も委員の生徒を中心に運営している。

## 学外での活動
本学では大学進学だけでなく、より主体的・積極的な学びを重視し、学校教育で身につけた力を基に、興味ある分野の社会活動に参加し、学びをより深化させることを奨励している。

## 沿革
- 1873年 - アメリカン・ボードから派遣された女性宣教師イライザ・タルカットとジュリア・ダッドレーが神戸の宣教師団の支援の元に私塾を開校。
- 1875年 - 山本通5丁目に「女学校 (Girls'School)」を設立。その後、「神戸英和女学校」と改称。
- 1885年 - 高等科3年の課程を設置。
- 1894年 - 「神戸女学院」と改称。
- 1933年 - 摂津尼崎藩主桜井家（旧：桜井松平家）が所有していた現在地（西宮市岡田山）に神戸女学院を移転。
- 1948年 - 学制改革により、神戸女学院中学部・高等学部となる。
- 1955年 - 創立80周年記念事業として、中高部校舎2号館、図書館の増築、プールを新設。
- 1973年 - 中高部校舎3号館を新設。
- 1979年 - 創立100周年記念事業の一部として、タルカット記念館を新設。
- 1997年 - 阪神・淡路大震災で被災した中高部校舎3号館に替わり、アンジー・クルー記念館を新設。
- 2014年 - W.M.ヴォーリズ建築である葆光館（中高部1号館）が、大学のヴォーリズ建築群と併せて「重要文化財・神戸女学院」の名称で重要文化財に指定。

## クラブ活動
中学部・文化系クラブ
- ESS
- 演劇研究
- 家庭科研究
- 美術
- 書道
- コーラス
- ギター
- 軽音楽
- 文芸
- コンピュータ
- 漫画・イラスト研究

中学部・運動系クラブ
- テニス
- バスケットボール
- バドミントン
- バレーボール
- サッカー
- 卓球
- 新体操

高等学部・文化系クラブ
- ESS
- 演劇研究
- 料理研究
- 手芸
- 絵画
- 書道
- コーラス
- ギター
- 軽音楽
- ブラスバンド
- 文芸
- 化学
- 漫画・イラスト研究
- 写真
- コンピュータ
- 競技かるた

高等学部・運動系クラブ
- テニス
- バスケットボール
- バドミントン
- バレーボール
- フットサル
- ダンス

同好会
- 茶道
- 華道

## 入試
中学入試のみ実施している。
国算社理の4科に加え体育があることが大きな特徴である。
体育実技は、「身体・精神・霊魂のバランスの取れた人格を形成する」という建学の精神に基づくものである。運動が得意かどうかではなく、苦手種目も最後まで全力で取り組む姿勢を重視している。ハンデをもっている受験生への配慮もある。

## 著名な出身者
- 八島光 - 画家
- 平岡芳江 - 平岡塾創立者
- 園佳也子 - 女優
- 高千穂ひづる - 元宝塚歌劇団娘役、元女優　※中学部のみ
- 小野了代 - 日本国際民間協力会理事長
- 谷岡郁子[10] - 至学館大学学長、博士（芸術工学）、日本レスリング協会副会長、元参議院議員
- 木村弓 - 歌手
- 堀江珠喜 - 比較文学者、大阪府立大学名誉教授
- 小林亜紀子 - 元女優
- 小林万里子 - シンガーソングライター
- キョウコ・モリ - 作家、詩人
- 佐伯順子 - 比較文化学者　※中学部のみ
- 小原稚子 - いけばな小原流最高顧問
- 阿古真理 - 生活史・食文化研究家
- 江戸雪 - 歌人
- 山本美希 - アナウンサー
- 林美香 - 法学者
- 冲永寛子 - 帝京平成大学学長、医学博士
- 杉本なつみ - 元アナウンサー
- 藤岡由佳 - 元アナウンサー、経営者
- 小野田リカ - 気象予報士、リポーター、元アナウンサー
- 宋美玄 - 医師、性科学者
- 高尾長良 - 医師、小説家[要出典]
- 瀧羽麻子 - 小説家
- 龍田梨恵 - アナウンサー
- 大橋未歩 - アナウンサー
- 西堀裕美 - アナウンサー
- 小正裕佳子 - 元アナウンサー
- 酒井千佳 - アナウンサー
- 田中麻耶 - アナウンサー
- 西尾桃 - アナウンサー
- 片岡彩 - モデル
- 杉本雛乃 - ミス・インターナショナル2018日本代表
- 米田あゆ - 医師、宇宙飛行士